# Крисмас (Флорида)
Крисмас (енгл. Christmas) насељено је место без административног статуса у америчкој савезној држави Флорида.

## Демографија
По попису из 2010. године број становника је 1.146, што је 16 (-1,4%) становника мање него 2000. године.
| Група             | 2000.         | 2010.         |
| Белци             | 1.097 (94,4%) | 1.048 (91,4%) |
| Афроамериканци    | 5 (0,4%)      | 11 (1,0%)     |
| Азијати           | 11 (0,9%)     | 4 (0,3%)      |
| Хиспаноамериканци | 25 (2,2%)     | 66 (5,8%)     |
| Укупно            | 1.162         | 1.146         |